# Tulum
Tulum sau Tuluum este o localitate situată în Peninsula Yucatan, Mexic, în statul federal Quintana Roo și este un punct turistic renumit pentru ruinele maya ("zona arheologică"), fiind presărat cu magazine de suveniruri, restaurante si mici baruri. Demne de remarcat sunt plajele frumoase și izolate, unde se găsesc de închiriat cabanas (casuțe din tulpini de copac), locuri de întilnire pentru comunități hippie ori practicanți entuziaști ai Cultului Soarelui. Nu departe de Tulum se află și peșteri subterane inundate (cenote), care atrag mulți scufundători.

## Scurtă istorie
A fost doar observat de navigatorii-conchistadori spanioli în frunte cu Geronimo de Aguilar, la 7 mai în anul 1518, despre care preotul spaniol prezent printre marinari Juan Diaz relatează: "înainte de apusul soarelui, corabia lor a trecut pe lângă un oraș atât de întins că, în comparație, nici Sevilla nu părea mai demnă de atenție și mai frumoasă".Orașul era apărat de fortificații puternice, iar în mijlocul lor se ridica un turn neobișnuit, palatul principal, așezat pe vărful stâncii. Pe malul mării s-au adunat atunci indieni, care agitând cu brațele, îî invitau pe spanioli să viziteze orașul. Dar albii nu au ancorat și astfel, prima expediție, care s-a apropiat de Tulum s-a îndepărtat din nou, fără să pătrundă în oraș.
Abea la jumătatea sec. XIX, adică la 300 de ani după trecerea lui Aguilar a apărut o nouă știre despre acest oraș maya. Istoricul Juan Pio Perez amintește într-o scrisoare în anul 1840 de un  oarecare Juan Galvez, care în drumul său din golful "Înălțarea la cer" pănă la capul Catoche, ar fi umblat pe târmul Quintana Roo și ar fi vizitat vechiul oraș maya de pe peninsula Yucatan, denumit Tulum de indienii localnici.
Desemenea nu se cunoaște în ce an a fost întemeiat orașul, căci stela transportată de aici în Europa de către medicul britanic Thomas Gann la British Museum, putea să provină cu ușurință din orice alt oraș maya. Vom menționa totuși, că stela, păstrată la British Museum arată anul 9.6.10.0.0, ceea ce în traducere din calendarul mayaș însemană anul 564 al erei noastre. 
Se consideră, că fortificațiile din Tulum au fost construite de tolteci, iar conducătorul, "adevăratul bărbat" al Tulumului în anul 1518, Kinich, a fost urmașul dinastiei locale mayo-toltece.